# Слартибартфаст
Слартибартфаст (англ. Slartibartfast) — персонаж из серии юмористических научно-фантастических романов британского писателя Дугласа Адамса, известных под общим названием «Путеводитель для путешествующих по галактике автостопом» или «Автостопом по галактике». Он появляется в первой и третьей книгах, в первой и третьей радиопостановках, в телевизионном сериале 1981 и в киноверсии 2005 года.

## Персонаж
Слартибартфаст родом с Магратеи, он конструктор планет. Его специальность — создание побережий, он даже получил награду за свои фьорды в Норвегии. Во время своего пребывания на доисторической Земле Форд и Артур забрели на территорию современной Норвегии и обнаружили в глубине ледника подпись Слартибартфаста.
Когда была создана вторая Земля, Слартибартфасту достался континент Африка, что его очень огорчило, потому что он надеялся снова заняться фьордами.
В любом случае, вторая Земля никому не понадобилась, и, к огромному разочарованию Слартибартфаста, заказчики напоследок предложили ему покататься на лыжах, прежде чем Земля будет уничтожена.
В романе «Жизнь, вселенная и всё остальное» Слартибартфаст присоединился к движению за Настоящее Время, которое боролось против последствий, возникающих после путешествий во времени. Он подобрал Артура и Форда на крикетной площадке Лордс и попытался уговорить их помочь ему в борьбе против криккитянских роботов, которые пытались освободить своих воинственных хозяев, запертых в коконе из темпоральной канители на своей планете Криккит.

## Грубое имя, которое сложно написать
В своих заметках ко второй части оригинальной радиопостановки Дуглас Адамс писал, что он хотел сделать так, чтобы имя Слартибартфаста звучало очень грубо, однако не настолько, чтобы попасть под цензуру. Для начала он хотел назвать его именем «Фартифукборлцз».

## За кулисами
В радиопостановках и телесериале роль Слартибарстфаст была отдана Ричарду Вернону. Также на радио его роль исполнил Ричард Гриффитс. В киноверсии его сыграл Билл Найи.